# Pseudochirella batillipa
Pseudochirella batillipa är en kräftdjursart som beskrevs av Mungo Park 1978. Pseudochirella batillipa ingår i släktet Pseudochirella och familjen Aetideidae. Inga underarter finns listade i Catalogue of Life.